# Naratriptán
El naratriptán es un medicamento que pertenece al grupo farmacológico de los triptanes y está emparentada con otros fármacos de estructura similar como el sumatriptán, el zolmitriptán y el almotriptán. Se emplea para el tratamiento del ataque agudo de migraña o hemicránea. Se administra por vía oral en forma de tabletas, siendo la dosis habitual 2.5 mg. Naratriptán es un potente AGONISTA de los receptores de serotonina 5-HT1 tipos B y D. Las teorías actuales acerca de la etiología de las migrañas sugieren que estas son debidas a vasodilataciones locales de los vasos craneales y a la liberación de péptidos pro-inflamatorios en las terminaciones nerviosas del sistema trigémino. El naratriptán actúa sobre los receptores 5-HT 1 de dichos vasos provocando una vasconstricción del lecho carotídeo y bloqueando la liberación de los neuropéptidos pro-inflamatorios (al aumentar el Ca intracelular se aumenta la actividad de las fosfatasas que impiden la liberación de CGRP). Adicionalmente, y a diferencia del sumatriptán, el naratriptán actúa centralmente a nivel del núcleo trigémino, si bien se desconoce la significación clínica de este hallazgo. El naratriptán no tiene ninguna afinidad hacia los otros receptores de serotonina, ni tampoco se fija a los receptores adrenérgicos, dopaminérgicos, muscarínicos o benzodiazepínicos